# Aéroport de Black Tickle
L'aéroport de Black Tickle est situé à 1,9 km au nord-ouest de Black Tickle à Terre-Neuve-et-Labrador, au Canada.